# Kings of Orient

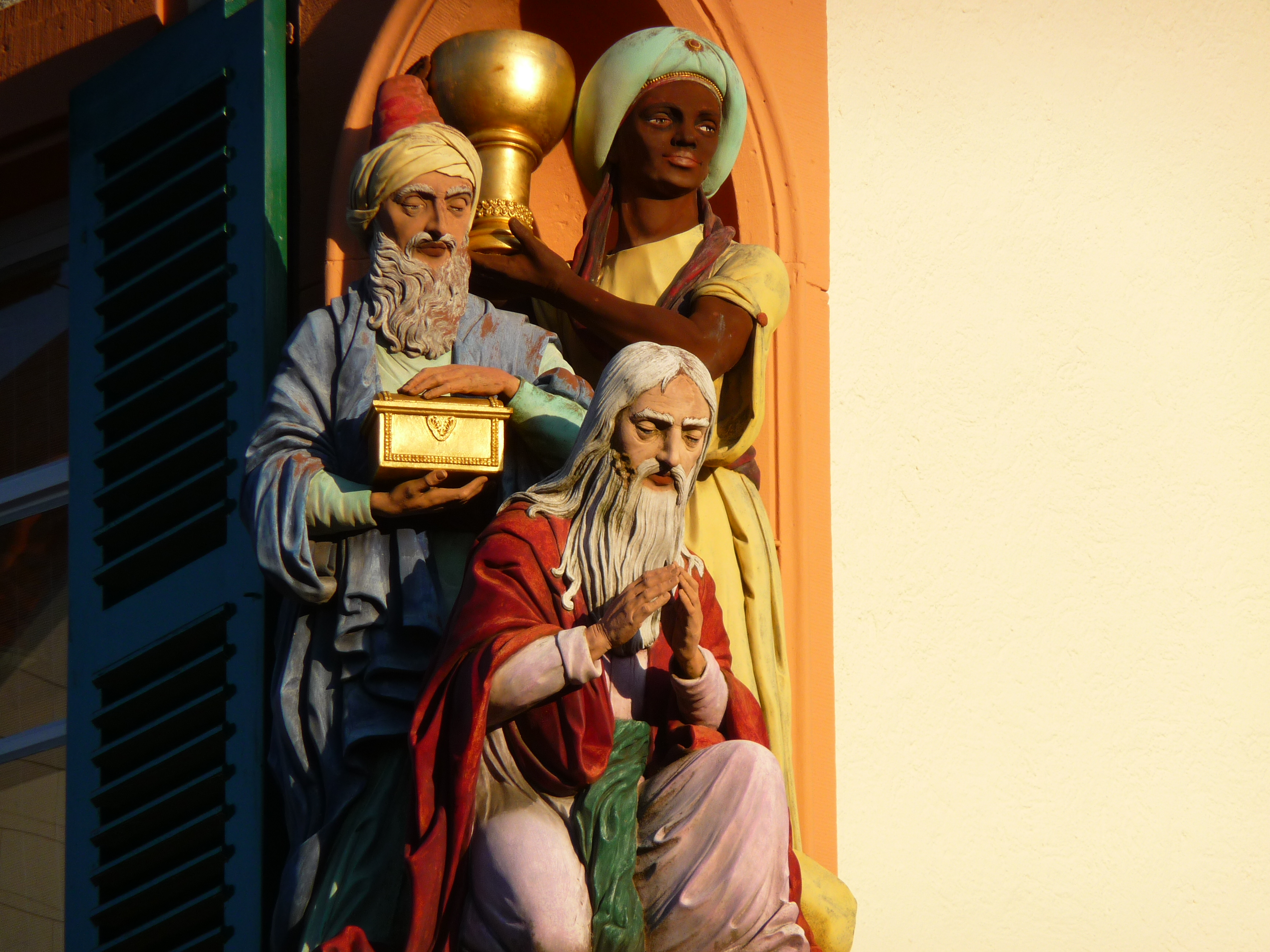
Heilige Drei Könige

We three kings of Orient are (Wir sind drei Könige aus dem Morgenland) ist ein populäres englisches Weihnachtslied. Text und Musik stammen von dem Amerikaner John Henry Hopkins (1820–1891).
Darin stellen sich die drei Könige, die im Evangelium (Mt 2 ) als die  Weisen aus dem Morgenland bezeichnet werden, nacheinander vor. Ihre drei Gaben weisen auf Jesus Christus als König und Gott und Opfer.
Es gibt zahlreiche Bearbeitungen und Einspielungen des Liedes in verschiedenen Stilrichtungen.

## Text
We three kings of Orient are;

Bearing gifts we traverse afar,

Field and fountain, moor and mountain,

Following yonder star.

Refrain

—O star of wonder, star of night

—Star with royal beauty bright,

—Westward leading, still proceeding,

—Guide us to thy perfect light.

 

Born a King on Bethlehem’s plain

Gold I bring to crown Him again,

King forever, ceasing never,

Over us all to reign.

Refrain

 

Frankincense to offer have I;

Incense owns a Deity nigh;

Prayer and praising, voices raising,

Worshipping God on high.

Refrain

 

Myrrh is mine, its bitter perfume

Breathes a life of gathering gloom;

Sorrowing, sighing, bleeding, dying,

Sealed in the stone cold tomb.

Refrain

 

Glorious now behold Him arise;

King and God and sacrifice;

Alleluia, Alleluia,

Sounds through the earth and skies.

Refrain
(Alle drei)

Wir sind drei Könige aus dem Morgenland,

Bringen Gaben aus der Ferne,

Über Feld und Quelle, Moor und Berg

Folgen wir jenem Stern.

Kehrvers

—Oh Stern des Wunders, Stern der Nacht,

—Stern mit heller königlicher Schönheit,

—Westwärts führend, weiter voran,

—Führe uns zu deinem vollkommenen Licht.

(Melchior)

Geboren ist ein König auf Bethlehems Boden,

Gold bringe ich, um Ihn nochmals zu krönen,

König auf ewig, unaufhörlich,

Über uns alle zu herrschen.

Kehrvers

(Caspar)

Weihrauch anzubieten habe ich,

Weihrauch ist einer Gottheit nah,

Gebet und Preis, alle erheben ihre Stimmen,

Beten ihn an, Gott in der Höhe.

Kehrvers

(Balthasar)

Myrrhe kommt von mir, ihr bitterer Duft

Atmet ein Leben von angesammelter Düsterkeit;

Trauern, Seufzen, Bluten, Sterben,

Versiegelt in dem eiskalten Grab.

Kehrvers

(Alle)

Glorreich nun, seht Ihn sich erheben;

König und Gott und Opfer;

Halleluja, Halleluja,

Tönt es über Erde und Himmel.

Kehrvers

## Videos
- Klangbeispiele: a (David Willcocks), b (Kinderchor); c (Miles Davis), d (Paul Horn)